# Johann Fust

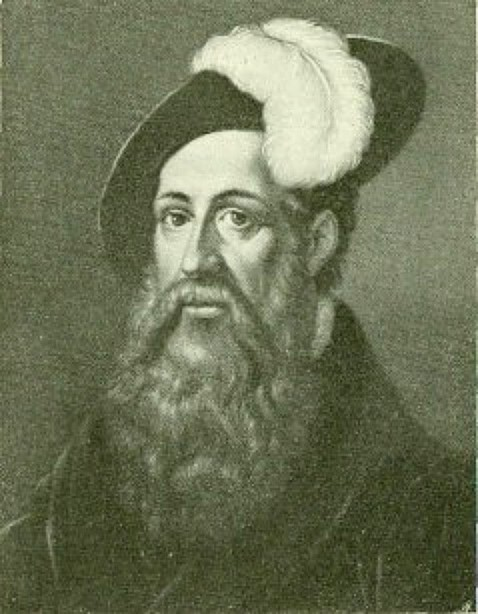
Johann Fust

Johann Fust (ca. 1400 – 30 oktober, 1466) was een Duitse drukker uit de 15e eeuw.

## Biografie
Veel bronnen over Johann Fust zijn niet beschikbaar. Hij kwam uit een welgestelde familie uit Frankfurt. Zijn vader Nicolaus Fust was van 1438 tot 1441 rechter en vanaf 1444 raadslid in Mainz. Zijn broer Jacob Fust was burgemeester van Mainz in 1462.
Fust associeerde zich met Johannes Gutenberg en financierde de activiteiten van Gutenberg voor de uitgave van zijn Bijbel. Het Helmasperger document  van 6 november 1455 documenteert deze lening en de eis van Fust voor de betaling van intresten. Het document beschrijft ook het vonnis dat ongunstig was voor Gutenberg, maar het bevat niet de finale uitspraak. Men schrijft dikwijls dat Fust de materialen en werktuigen van Gutenberg op die manier toegewezen kreeg als aflossing van Gutenbergs schuld, maar er bestaat geen enkel document dat dit bevestigt.
Fust associeerde zich opnieuw om het drukken van boeken door te zetten, met Peter Schöffer afkomstig van Gernsheim, een van de belangrijke medewerkers van Gutenberg. Fust had Peter Schöffer als jonge man naar Parijs gestuurd voor een opleiding als kalligraaf en graveur en Peter was ondertussen getrouwd met Christina, de dochter van Fust.

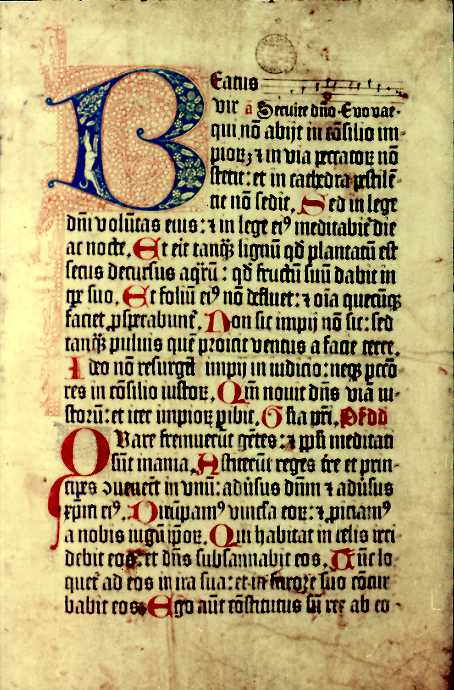
Johann Fust en Peter Schöffer, Het psalmboek van Mainz

In 1457 gaven ze hun eerste boek uit, een Psalter, een foliant gedrukt in twee versies, een korte met 143 folia voor algemeen gebruik en een lange met 175 folia voor gebruik in het bisdom Mainz. Het was het eerste gedrukte boek dat een datum bevatte namelijk in een colofon achteraan in het boek, met de namen van de makers (Fust en Schöffer) en de datum van 14 augustus 1457. Dit colofon komt alleen voor in het exemplaar dat bewaard wordt in de Österreichische Nationalbibliothek in Wenen.
In dit boek vinden we ook het eerste Drukkersmerk terug, en het toont twee schilden, van Fust en van Schöffer, die aan een tak hangen. Het eerste bevat de Griekse letter Х (chi) van Christus en het tweede de letter Λ (lambda) van logos staande voor woord of rede, maar ook god. Over de drie sterren op het schild van Schöffer zijn de deskundigen het niet eens. Men denkt dat ze de drie zonen van Schöffer symboliseren omdat de onderste ster in een bloem veranderd werd na de dood van Schöffers oudste zoon in 1521. Van het boek zijn 10 kopieën bewaard en die zijn allemaal gedrukt op perkament.

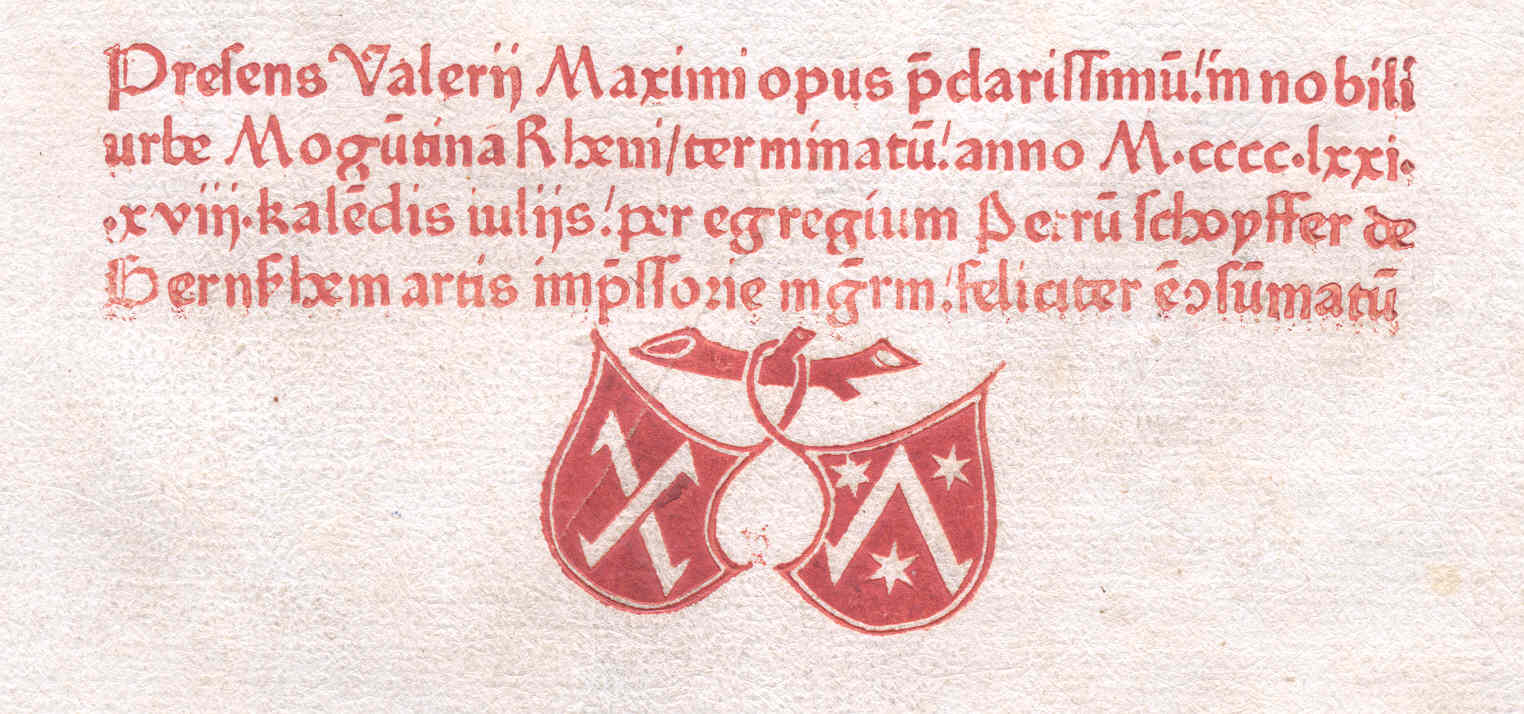
Drukkersmerk van Fust en Schöffer in de colofon van de Valerius Maximus gedrukt door Schöffer in 1471.

Het is het eerste gedrukte boek waarin twee kleuren werden gebruikt voor de hoofdletters, namelijk blauw en rood. Men gebruikte hoogdruk met losse metalen letters voor de tekst en houtblokken voor de met filigraanwerk versierde grote initialen. De twee kleuren voor de kleinere initialen werden waarschijnlijk gerealiseerd door een zetwerk in twee secties, die apart konden worden geïnkt en dan weer samengevoegd voor het drukken, maar hierover is nog geen eensluidende verklaring. Sommige van de kapitalen en de rubriceringen werden met de hand geschreven, hoewel anderen dit formeel tegenspreken. Het was een van de eerste boeken waarbij de techniek van de hoogdruk met losse metalen letters werd gebruikt, na wellicht het Sibyllenbuch en de Gutenbergbijbel. Het boek was ook het eerste gedrukte boek met verschillende lettergroottes, de grote letters (37 punt) werden gebruikt voor de psalmen, de kleinere (30 punt) voor de hymnen en de rubricering.
Fust stierf in 1466, men beweert dat hij in Parijs stierf aan de pest die daar woedde. Hij was in Parijs op 4 juli 1466, zoals we weten uit een inscriptie in een boek, een exemplaar van de tweede editie van de Cicero, dat hij overhandigde aan Louis de Lavernade de eerste voorzitter van het parlement van Toulouse en kanselier van de hertog van Bourbon. Het boek bevond zich in de bibliotheek van Genèvein 1853 als Auguste Bernard ernaar refereerde, maar het werd vernietigd in 1870 tijdens de Frans-Duitse Oorlog. Er wordt een jaargetijde voor hem gesticht in de parochie van Saint-Victor in Parijs door Petrus Schofer en Conrardi Henkis, waarbij hij jaarlijks herdacht wordt op 30 oktober. Schöffer schenkt hiervoor aan de kerk een exemplaar van de Epistels van de heilige Hiëronymus op perkament gedrukt. Dit wordt gestaafd door een document uit de Nécrologe van Saint-Victor, vandaag in de BnF, Fonds Saint-Victor Nº15 fol 255. Ook een document gepubliceerd door Severus stelt dat Fust zaliger begin 1467 werd vervangen in de kerkfabriek van de parochie van de heilige Quintinus waar hij sinds 1444 lid van was. In 1473 wordt er een tweede jaargetijde gesticht voor hem en voor zijn vrouw Margarete, in de parochie van Sint Dominicus in Mainz door zijn schoonzoon Peter Schöffer. Ook dit jaargetijde wordt betaald met boeken.

## Werken
- Psalterium Moguntium, Mainz, Johann Fust en Peter Schöffer, 14 augustus 1457 JRL 9784
- Missale. Canon Missae. Mainz, Peter Schöffer en Johann Fust, ca.1458
- Rationale divinorum officiorum, Guillelmus Duranti, Mainz, Johann Fust en Peter Schöffer, 6 oktober 1459. JRL 3074
- Psalterium Benedictinum cum canticis et hymnis. Mainz, Johann Fust en Peter Schöffer, 29 augustus 1459.[10]
- Constitutiones Clementis V. Papae cum apparatu Johannis Andreae, Mainz, 25 juni 1460
- De vita christiana, Pseudo-Augustinus, Aurelius, Mainz, Johann Fust en Peter Schöffer, rond 1460/65
- Biblia Sacra Latina, 2 vols., Mainz, Johann Fust en Peter Schöffer 14 augustus 1462
- Liber sextus decretalium Domini Bonifacii Papae VIII cum glossa 1465
- Cicero, De Officiis Mainz, Johann Fust en Peter Schöffer, 1465
- Grammatica vetus rhythmica, Mainz, Johann Fust en Peter Schöffer, 1465
- De arte praedicandi (De doctrina christiana, Lib. 4), Augustinus, Aurelius, Mainz, Johann Fust en Peter Schöffer, voor maart 1467